# Dolina Bekaa
Dolina Bekaa (arab. البقاع = Al-Bika) - żyzna dolina w Libanie, położona w rowie (obniżeniu) tektonicznym  pomiędzy górami Liban na zachodzie i pasmem górskim Antylibanu na wschodzie.
Ma 150 km długości, szerokość na dnie wynosi 8-14 km; wysokość dna 700–1100 m n.p.m. Odwadniana przez rzeki Orontes (Nahr al-Asi) i Litani (Nahr al-Litani). Często występują tu trzęsienia ziemi.